# ایندری کاردنیو
ایندری کاردنیو (به انگلیسی: Endry Cardeño) بازیگر کلمبیایی است.
او قبلاً مرد بود و حالا یک زن ترنس است.